# ليلي كوبل
ليلي كوبل (بالإنجليزية: Lily Koppel)‏ هي مؤلفة وصحفية وكاتِبة أمريكية، ولدت في 15 مارس 1981 في شيكاغو في الولايات المتحدة.

## وصلات خارجية
- الموقع الرسمي
- ليلي كوبل على موقع IMDb (الإنجليزية)